# Vera Ermolaeva
Vera Ermolaeva (en russe : Ве́ра Миха́йловна Ермола́ева) (2 novembre 1893, hameau de Klioutchi, oblast de Saratov — 26 septembre 1937, Karaganda) est une peintre russe puis soviétique, graphiste, illustratrice, qui fit partie du mouvement de l'avant-garde russe.

## Biographie
Vera Ermolaeva est née le 2 novembre 1893 dans le hameau de Klioutchi près de la ville de Petrovsk dans l'oblast de Saratov, en Russie. Son père, Mikhaïl Sergeevitch Ermolaev est propriétaire de terres et président du conseil du zemstvo de l'ouiezd (raïon). Sa mère, Anna Vladimirovna est née baronne von Oungern-Ounkovskaïa (1854-?).

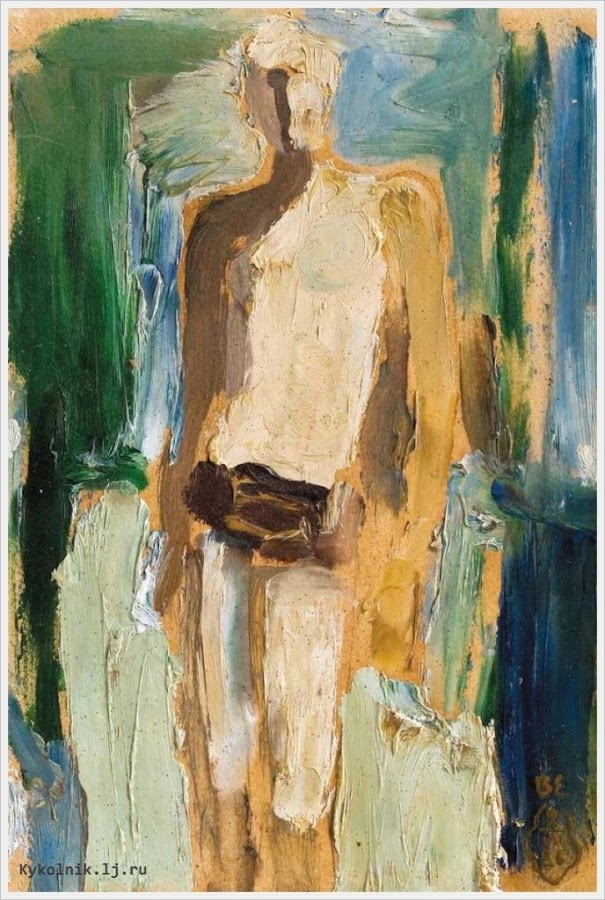
«Modèle», Ermolaeva, 1926

Dans sa jeunesse, Vera Ermolaeva tomba de cheval et cette chute provoque la paralysie des jambes. Toute sa vie elle marcha avec de béquilles.
Ermolaeva reçoit une formation en Europe occidentale. Elle fréquente une école laïque à Paris puis un lycée à Lausanne. C'est son état de santé qui nécessite ces séjours à l'étranger, accompagnée de ses parents.
La famille Ermolaeva revient en Russie en 1904 et s'installe à Saint-Pétersbourg en 1905. Le père de Vera vend ses propriétés, crée la coopérative « Union du travail » et commence à éditer une revue de caractère libéral appelée « Vie ». Il meurt en 1911.
En 1910 Ermolaeva termine le lycée Princesse Obolenska à Saint-Pétersbourg, et en 1911 s'inscrit à l'atelier de Mikhaïl Bernshtein dans la même ville, où elle commence à s'intéresser au cubisme et au futurisme.
En 1915—1916 elle entre dans le cercle futuriste « Meurtre sans effusion de sang » avec Nikolaï Lapchin, un des fondateurs de l'école russe d'illustration. Le cercle édite une revue du même nom que le cercle.
À côté de ses activités en peinture, Vera Ermolaeva s'intéresse à l'histoire et termine en 1917 des études à l'Institut archéologique de Saint-Pétersbourg. Elle était également membre de la société d'artistes « Liberté pour l'art » et d'« Art et révolution ».
En 1918, Ermolaeva fait paraître, à l'atelier d'impression « Aujourd'hui », un petit tirage de loubok et de livres d'images presque entièrement confectionnés à la main. Selon les spécialistes, c'est la « première expérience de réalisation de livre pour enfants comprise comme une entreprise artistique globale ». Ermolaeva réalisa ainsi trois livres en atelier : « Chiots », « Le Coq » de Nathan Vengrov et «Pionniers», du poète américain Walt Whitman. Les illustrations des livres étaient réalisées à l'aide de gravures en linoléum, puis le plus souvent peintes à la main ; le texte était également découpé dans du linoléum dans certains livres.

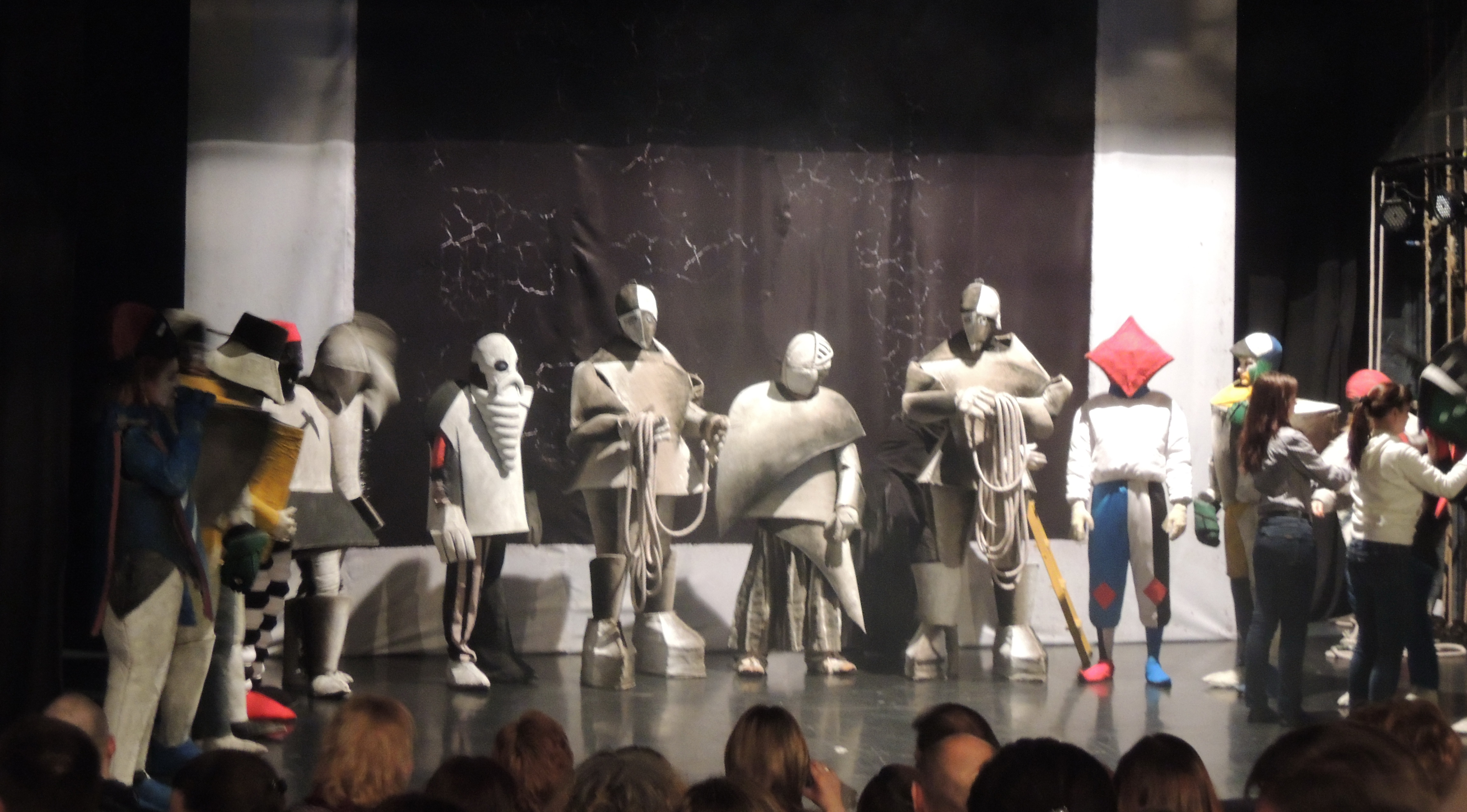
Victoire sur le soleil (Stas Namin's theâtre, Moscow, 2014) 02

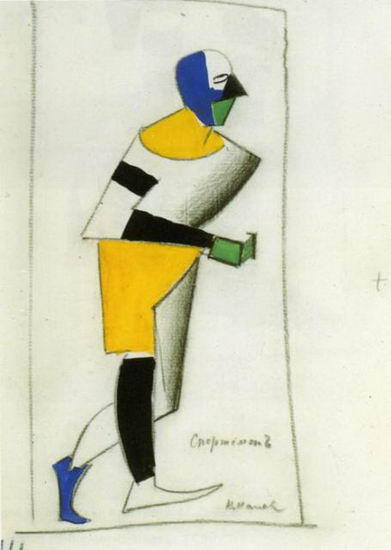
Esquisse de costume de Kazimir Malevich pour "Victoire sur le soleil"

Après la révolution Vera Ermolaeva s'inscrivit au concours d'entrée à l'ISO section enseignement général du dessin au sein du commissariat populaire à l'enseignement (Narkomproca). Elle s'essaya aussi au théâtre comme actrice. Elle crée (avec sa technique de gravures colorées) des esquisses pour les décors de l'opéra futuriste Victoire sur le soleil sous la direction de Kasimir Malevitch (musique de Mikhaïl Matiouchine, livret d'Alexeï Kroutchenykh), mis en scène par les suprématistes de l'UNOVIS en février 1920, à Vitebsk. Passionnée par le théâtre, elle réalise aussi les décors et les costumes pour le théâtre municipal de Vitebsk. Elle exposera ces esquisses de décors à Berlin en 1922.

## École artistique de Vitebsk
Vera Ermolaeva est envoyée à Vitebsk au début avril 1919. Un journal local (Vitebskii Listok) mentionne son nom et son arrivée dans un article du 10 avril. Elle avait étudié à Petrograd et travaillé à la section musée de la capitale. Elle faisait partie de la section de l'Union de la Jeunesse et avait fréquenté tous les peintres de l'avant-garde. À l'École artistique de Vitebsk, elle était censée remplacer Mstislav Doboujinski à la direction. Celui-ci, à peine nommé (en décembre 1918), quitte l'école en février 1919. C'est Marc Chagall qui remplit de facto la fonction de directeur à la place de Doboujinski. Ermolaeva ne fait donc que seconder Chagall, le remplace quand il s'absente. Elle est en fait directrice-adjointe
aidant Chagall dans l'administration. Mais elle dirige en même temps un atelier et donne des cours de cubo-futurisme.
À la mi-1921 Marc Chagall, lassé des tensions avec Malevitch et avec le pouvoir des différents organes politiques et administratifs, quitté l'école. Ermolaeva devient rectrice, fin 1921-début 1922, de cette école qui prend le nom de « École de l'état d'enseignement artistique libre de Vitebsk ».

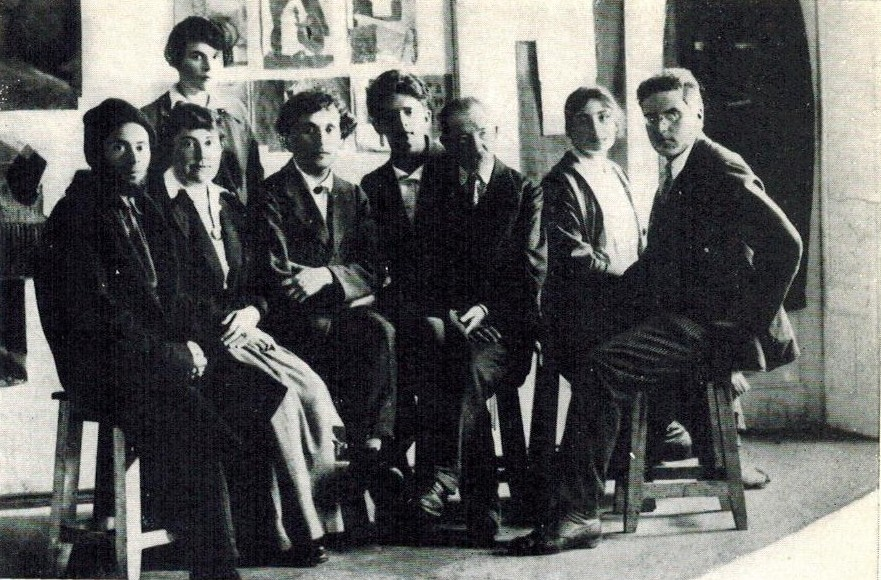
Professeurs de l'école populaire des beaux-arts. Vitebsk, 26 juillet 1919. Assis de gauche à droite : Lazar Lissitzky, Vera Ermolaeva, Marc Chagall, David Iakerson, Iouri Pen, Nina Kogan, Alexandre Romm. Debout un étudiant.

Marc Chagall s'était investi complètement dans sa mission destinée à rendre l'art accessible à tous. Il était très attaché à Vitebsk et voulait en même temps faire une bonne action pour sa ville en l'initiant à l'art et la culture. Il connut un échec, à la fois en tant qu'artiste puisque son style fut remis en cause, et en tant que révolutionnaire puisqu'il ne parvint pas à mener de front sa vie de directeur et sa vie privée. Vera Ermolaeva poursuivit cette entreprise de " civilisation " de Vitebsk avec Malevitch et dans un même esprit agitateur et enthousiaste. Il n'est pas faux de parler d'école artistique révolutionnaire à Vitebsk durant les années 1918 à 1923.
La caractéristique primordiale de cette école pendant ces années est aussi sa judéité. À tous les niveaux. D'une part les artistes qui sont proches de cette école tels qu'Abram Brazer, Marc Chagall, Iouri Pen et tant d'autres revendiquent leur appartenance au peuple juif. D'autre part Ermolaeva continue, comme Chagall, à recruter son personnel parmi la population juive. Cette majorité juive dans les rouages de l'école tient au fait que les Biélorusses non-juifs sont surtout ouvriers et cultivateurs, alors que les juifs (dans cette ville en zone de résidence jusqu'à la révolution d'octobre fin 1917), s'intéressent au commerce, aux affaires. Il est donc plus facile de trouver parmi eux des compétences à qui confier la gestion et l'administration d'une école. Quant aux élèves, une enquête révèle que dans les années 1921-1922, 75 % des élèves sont juifs.
Cette école est encore avec sa directrice Vera Ermolaeva, ses professeurs Evgenia Magaril, Nina Kogan, un révélateur de l'émancipation généralisée dans la société russe grâce à la révolution et l'implication des femmes dans les mouvements sociaux. Plus d'un tiers des élèves de l'école à la même époque sont des jeunes filles, des femmes.
À Vitebsk, sous l'influence de Kasimir Malevitch, qu'elle avait invité elle-même à venir enseigner, Ermolaeva est fascinée par l'art abstrait. Avec lui, ils organisent le groupement UNOVIS (abrégé d'Affirmation du nouvel art) qui se positionne comme un laboratoire expérimental où se discutent les problèmes de développement de l'art et des formes artistiques. Le groupe propage également les idées de Malevitch sur le suprématisme. Il invente des slogans révolutionnaires tels que :

« Salut Suprématisme ! Tu es le chemin de notre vie d'artistes !
Vive le syndicat mondial unique pour la construction des nouvelles formes de vie ! »

L'UNOVIS devient en même temps qu'un centre de l'avant-garde, un laboratoire pour l'art de la propagande.
Les membres ne veulent plus être « les porteurs éternels de la sagesse des aïeux », mais les « créateurs de leur propre vie », « les porteurs et les porte-paroles de l'art nouveau en tant que création actuelle de l'homme d'aujourd'hui, les inventeurs des évènements du monde, les hérauts de l'art qui entraîne le monde ».
En août 1922, Ermolaeva retrourna à Petrograd où elle devient directrice d'un laboratoire horticole au sein du GINKHOUK (Institut de l'état de culture artistiques).
Elle quitte Vitebsk sans avoir réussi à sauver l'institut d'une réforme inévitable qui mettra fin à la prédominance de l'art de gauche dans l'enseignement. Après son départ le centre artistique retombe dans la morosité, à la suite de la politique culturelle de l'État soviétique qui a étouffé l'avant-garde.

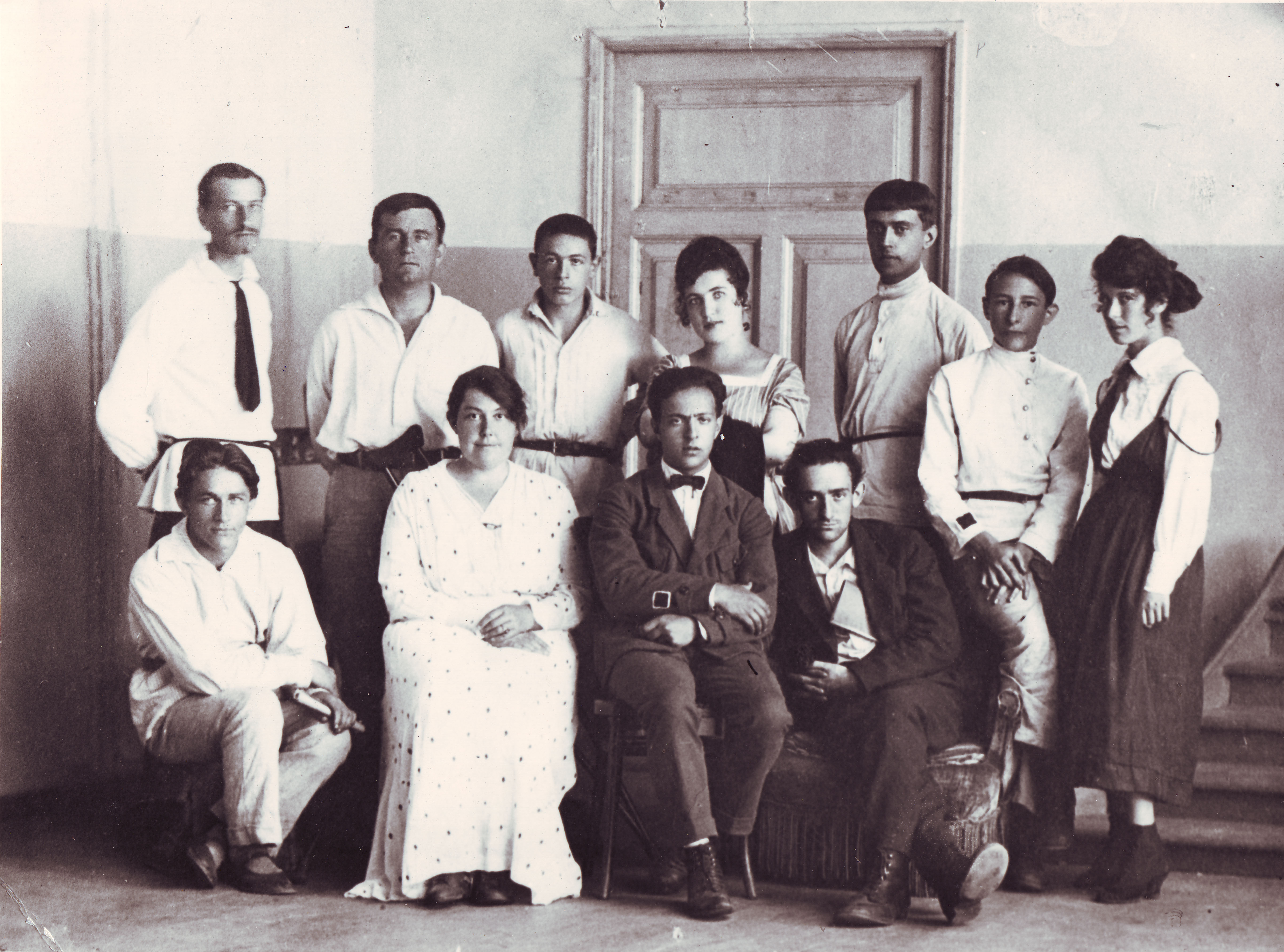
UNOVIS. Juin 1922. Vitebsk. Debout (de gauche à droite): Ivan Tcherniko, Kasimir Malevitch, Ephim Roiak, Anna Kagan, Nikolaï Souetine, Lev Ioudin, Evgenia Magaril. Assis de gauche à droite : Mikhaïl Veksler, Ilia Tchachnik, Lazar Khidekel

Vera Ermolaeva travaillait comme peintre mais aussi comme graphiste. Dans les années 1920 elle commence à illustrer des livres tels que «Top-top-top» de Nikolaï Asseïev, « Beaucoup d'animaux sauvages » et « Pêcheurs » d'Alexandre Vvedenski (poète), « Le train » d'Evgueni Schwarz (1929), « Ivan Ivanytch Samovar » de Daniil Harms (1930) et beaucoup d'autres livres. Elle illustre aussi une série de fables d'Ivan Krylov.
À la fin des années 1920, elle collabore aux revues « Moineaux », « le Nouveau Robinson», « Tchij » и « Ioj ».
Elle donne aussi des cours et à partir de 1931 eut comme élève Maria Kazanskaia.

## Condamnation à mort
En 1929, avec les peintres Vladimir Sterligov, К. I. Rojdestvenski, L. А. Ioudin, Nikolaï Souetine, А. А. Leporcka, se constitue un « groupe de peintres et de plasticiens ». Ermolaeva organise dans son appartement des « réunions du mardi » durant lesquelles avaient lieu des présentations d'œuvres des artistes, suivies de discussions. Il ne s'agissait que d'un groupe restreint, ce qui n'empêcha pas une dénonciation en cette période « stalinienne » post-révolutionnaire.
Le 25 décembre 1934, Ermolaeva est arrêtée en même temps que V. V. Sterligov, 
L. S. Galperin, Nina Kogan et M. B. Kazanska, son élève (libérée en mars 1935 et déclarée non coupable).
Le 29 mars 1935, Ermolaeva est jugée coupable, par décision du NKVD, en vertu des articles 58-10 et 58-11 du code pénal. Selon les pièces du dossier, il est reproché à Vera Ermolaeva : « des activités antisoviétiques, sous forme de propagation d'idées et de tentative d'organisation d'un cercle composé d'intellectuels antisoviétiques ».
Le 29 mars 1935 elle est envoyée pour purger sa peine de trois ans d'emprisonnement dans la première section de la troisième division du Camp de travail pénitentiaire (ITL) de Karaganda en URSS (actuel Kazakhstan).
Une seconde condamnation lui est infligée le 20 septembre 1937 par décision de la Troïka du NKVD toujours en vertu des articles 58-10 et 58-11 du code pénal. Elle est condamnée à la peine capitale, à être fusillée.
Le 26 septembre 1937 Vera Ermolaeva est fusillée dans ce camp de travail à Karaganda au Kazakhstan (à l'époque en URSS). Le 20 septembre 1989, plus de cinquante ans plus tard, elle sera réhabilitée à titre posthume.

## Livres illustrés (choix)
- Зайчик. Пг.: Изд-во С. Я. Штрайха, 1923 (Le jeune lièvre)
- Житков Б. Девчонки: [Картинки для разрезывания с текстом]. [М.]: Гос.изд-во, тип. Печатный двор в Лгр., 1928 (Jitkov:les filles)
- Житков Б. Кто кого? М.: Гос. изд-во, 1928
- Житков Б. Одень меня: [Картинки для разрезывания с текстом]. [М.]:Гос. изд-во, тип. Печатный двор в Лгр., 1928
- Ильин М. (И. Я. Маршак). 10 фокусов Чудодеева. М.; Л.: Гос. изд-во, тип. Печатный двор в Лгр., 1928. (1930)
- Ермолаева В. Горе-кучер. Л. 1928
- Ермолаева В. Собачки. Л. 1928. (Les chiens) В. Ермолаева. Собачки. (Из фонда редких изданий Национальной библиотеки Украины для детей)
- Н. А. Заболоцкий. Хорошие сапоги. М. Гос. изд-во, 1928 (Zabolotski : Les belles bottes)
- Введенский А. Рыбаки. М.: Гос. изд-во, 1930
- Введенский А. И. Подвиг пионера Мочина. Л.-М.: Гос. изд-во, 1931
- Д. И. Хармс.Иван Иваныч Самовар. Л.-М.: Гос. изд-во, 1930 (Harms : Ivan Ivanitch Samovar).